# Deltocyathus ornatus
Deltocyathus ornatus är en korallart som beskrevs av Gardiner 1899. Deltocyathus ornatus ingår i släktet Deltocyathus och familjen Caryophylliidae. Inga underarter finns listade i Catalogue of Life.